# Gunlög Josefsson
Gunlög Josefsson, född 24 november 1957 i Dannäs, Dannäs socken, är professor i svenska vid Lunds universitet. Hon är framför allt grammatiker, och har oftast arbetat utifrån generativ grammatikteori, men hon har också skrivit artiklar inom flera andra delområden inom språkvetenskapen. Hon har dessutom varit aktiv som lärare och läroboksförfattare, samt publicerat verk inom lokalhistoria och botanik.

## Biografi
Gunlög Josefsson påbörjade sina akademiska studier på ämneslärarutbildningen 1977 med ämneskombinationen svenska, religionskunskap och historia, och tog examen 1982. Därefter var hon lärare på högstadierna vid Köpingeskolan och Liljeborgsskolan i Trelleborg fram till 1990, då hon återvände till Lunds universitet, och Institutionen för nordiska språk. Samma år påbörjade hon doktorandstudier och tog doktorsexamen i nordiska språk 1997. Hon blev docent i nordiska språk 2001 och professor i svenska 2007.
Under sin tid som forskare har Josefsson sysslat med en rad grammatiska frågor. Hennes avhandling från 1999, On the principles of word formation in Swedish, behandlar ordbildning, där hon analyserar uppbyggnaden av svenska sammansättningar i allmänhet, men också behandlar särskilda konstruktioner och särskilda avledningstyper, bland annat de idag mycket produktiva –is-avledningarna (dagis, fritis, gottis etc.). Avhandlingen blev året därefter (i reviderad version) utgiven på internationellt förlag under titeln Minimal Words in a Minimal Syntax. Josefsson har också visat ett tydligt intresse för så kallade pseudokoordinationer (Kalle sitter och metar abborre – jämför satsen utan pseudokoordination: Kalle metar abborre), objektsskifte av pronomen (Jag såg honom inte – jämför satsen utan objektsskifte: jag såg inte honom). På senare år har hon behandlat bristande kongruens i satser av typen Pannkakor är gott (i stället för Pannkakor är goda) i ett flertal artiklar. Hon har döpt konstruktionstypen till pannkaksmeningar. Hon har också studerat grammatiskt och semantiskt genus i de nordiska språken. Härutöver har hennes pedagogiska intresse avkastat några läroböcker i grammatik och grammatikdidaktik. 
Gunlög Josefsson har haft uppdrag för bland annat Skolverket och UKÄ samt suttit i Expertgruppen för nordisk språkkoordination.
Gunlög Josefsson har även lämnat bidrag till lokalhistoria, där hon i ett par arbeten behandlat orten/socknen Dannäs historia, bland annat ortnamnets etymologi, men framförallt en historik. Hon har också varit engagerad i botaniken, där hon bl.a. som en av de 350 volontärerna inventerade växterna i sin alldeles egen kvadratkilometer, och på så sätt medverkade i det stora översiktsverket Smålands flora.

### Familj
Gunlög Josefsson är dotter till Axel Vilhelm och Ingrid Maria Sofia Josefsson. Hon är gift med Sixten Persson och har med honom två döttrar.

## Utmärkelser, ledamotskap och priser
- Ledamot av Vetenskapssocieteten i Lund (LVSL, 1998)[3]
- Svenska Akademiens Stipendium till Harry Martinsons minne (2017)[4]
- Kurslitteraturprisets hederspris (2018)